# Rappach (Kahl)
Der Rappach ist ein etwa zwei Kilometer langer und linker Zufluss der Kahl im unterfränkischen Landkreis Aschaffenburg im bayerischen Spessart.

## Name
Der Name Rappach bedeutet Rabenbach. Er gab dem Ort Rappach seinen Namen.

## Geographie

### Verlauf

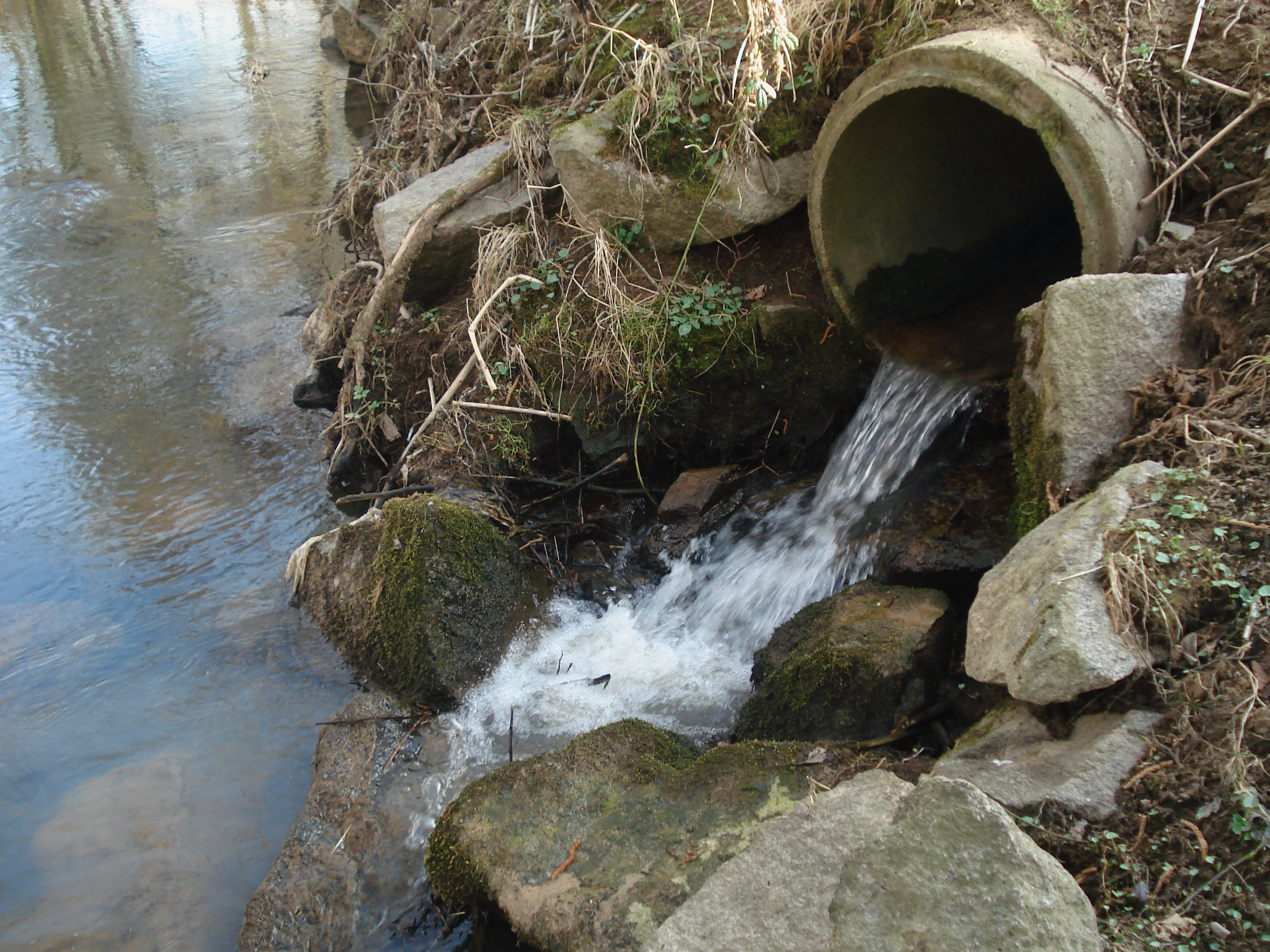
Der Rappach mündet in die Kahl

Der Rappach entspringt westlich des Mömbriser Ortsteils Rappach auf einer Höhe von 279 m ü. NHN in einem Waldstreifen. 
Der Bach verläuft zunächst in östliche Richtung durch den Waldstreifen und ist dann im Ort komplett verrohrt. 
In der Marktgemeinde Mömbris mündet der Rappach schließlich auf einer Höhe von 163 m ü. NHN von links in die aus dem Südosten heranziehende Kahl.
Der etwa 2 km lange Lauf des Rappachs endet ungefähr 116 Höhenmeter unterhalb seiner Quelle, er hat somit ein mittleres Sohlgefälle von circa 58 ‰.

### Einzugsgebiet
Das etwa 1,3 km² große Einzugsgebiet des Rappachs liegt im Spessart und wird durch ihn über die Kahl, den Main und den Rhein zur Nordsee entwässert.
Es grenzt
- im Süden an das Einzugsgebiet des Forstgrabens, der in die Kahl mündet
- im Westen an das des Gunzenbach, der über den Hohlenbach und den Reichenbach in die Kahl entwässert
- und im Norden an das des Fleutersbachs, der ebenfalls ein Zufluss der Kahl ist.

### Flusssystem Kahl
- Liste der Fließgewässer im Flusssystem Kahl